# Bram Welten
Bram Welten, nascido a 29 de março de 1997 em Tilburg, é um ciclista neerlandês, membro da equipa Arkéa Samsic.

## Palmarés
2016
- Youngster Coast Challenge
- 1 etapa do Triptyque des Monts et Châteaux

2017
- 1 etapa do Tour de Bretanha
- Grande Prêmio Criquielion